# 滕久壽

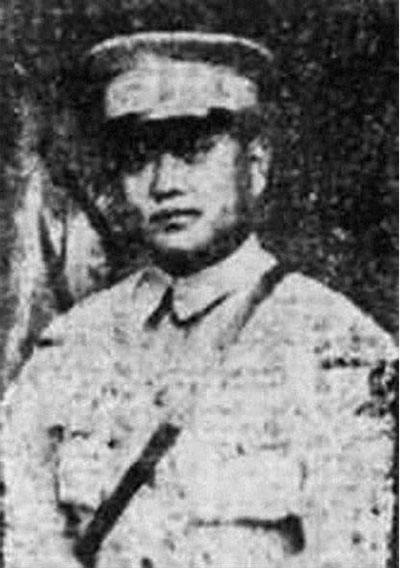
国民革命军第十九路军吴淞要塞司令部参谋长滕久寿。

滕久壽（1899年—1932年2月4日 †），貴州省都江縣人。自小為人正義，剛直不阿，連地方上的土豪劣紳對他都有三分敬意。
1919年貴州陸軍講武學堂炮兵科畢業後，歷任黔軍排、連、營、團長等職務。在軍事上很有才幹，也極有抱負。
1926年加入國民革命軍，先後任中央軍校潮州分校教官、潮州警備司令部參謀處長、國民革命軍第一十七軍2師及第10軍29師參謀長等高職。1929年調任第19路軍吳淞要塞司令部參謀長。
1932年1月，淞滬戰役日本侵略軍向上海閘北陣地發起了全線攻擊，但遭駐守上海的第19軍奮勇抵抗。滕久壽登上炮臺，率領全體炮兵用炮火配合友軍作戰，屢次擊退日軍的兇猛進攻。開戰後第7天上午10時左右，敵艦13艘、飛機24架，向要塞炮臺輪番轟擊，炮戰之激烈為開戰以來所未有，吳淞全鎮煙塵彌漫，幾乎頓成火海；炮臺內到處是彈坑。
此時他巍然堅守陣地，指揮炮兵奮力還擊。突然敵彈片擊中左膀，鮮血染紅了衣服。隨身警衛請他暫時退避一下，卻堅決地說：“我輩軍人，負有保國衛民之責，速還炮殺敵……”話未說完，又被敵彈片擊中胸膛，倒在血泊中壯烈殉國，犧牲時年僅33歲。